# 哈達普 (喬治亞州)
哈達普（英語：Hardup）是位於美國喬治亞州貝克縣的一個非建制地區。該地的面積和人口皆未知。

## 地理
哈達普的座標為31°24′12″N 84°12′48″W / 31.40333°N 84.21333°W，而該地的平均海拔高度為53米（即174英尺）。